# Disautel
La census-designated place de Disautel est située dans le comté d'Okanogan, dans l’État de Washington. Sa population s’élevait à 78 habitants lors du recensement de 2010.